# Friedrich Ádám
Friedrich Ádám (Debrecen, 1937. december 19. – 2019. december 8.) kürtművész és -tanár.

## Élete
Hajdúböszörményben nőtt fel, ahol édesanyja zenetanár volt. 1951 és 1956 között a miskolci konzervatóriumban tanult. 1956-ban került a budapesti Zeneakadémiára, ahol Romagnoli Ferenc és Lubik Zoltán tanítványa volt. Már növendékként játszott a MÁV Szimfonikus Zenekarban.
1962-ben született lánya, Friedrich Judit, irodalomtörténész.
1960-tól a Magyar Állami Hangversenyzenekar tagja, 1966-tól 1991-ig elsőkürtöse. A Budapesti Fesztiválzenekarnak alapításától muzsikusa. Állandó közreműködője volt a Liszt Ferenc Kamarazenekar koncertjeinek. 1992-ben a cataniai Teatro Massimo Vincenzo Bellini szólókürtöse.
Kamarazenészként tagja volt a Filharmónia fúvósötösnek és az Alpok–Adria együttesnek.
1971-től tanít is, előbb alapfokon a budapesti VI. kerületi állami zeneiskolában, majd a Bartók Béla Konzervatóriumban. 1983-tól a Zeneakadémián adjunktus, docens, a kilencvenes évek közepétől egyetemi tanár. 1994 és 2004 között a Miskolci Egyetem zenei fakultásának is oktatója volt.
1994-ben a Nemzetközi Kürtszövetség elnökhelyettesévé választották. A következő évben megszervezte az I. magyar nemzetközi kürtfesztivált.

## Könyvei
- Réz-metszetek (magánkiadás, 2003. ISBN 9632102126, 2. kiadás Gramofon Könyvek, Bp., 2017. ISBN 9786158047449)[2]
- Böszörménytől Böszörményig (Szabadhajdú Nonprofit, 2015. ISBN 9786155163081)
- A harmadik... (Tarsoly, Bp., 2016. ISBN 9789639570795)
- Kényszerleszállás (Gramofon Könyvek, Bp., 2017. ISBN 9786158047456[2])

## Díjai, kitüntetései
- Szocialista kultúráért
- 1984 – Liszt Ferenc-díj
- 1987 – Érdemes művész
- 1987 – Bartók Béla–Pásztory Ditta-díj (zenekari tagként)
- 1989 – Ferencsik János-emlékdíj
- 2010 – Bartók Béla–Pásztory Ditta-díj (önállóan)
- 2013 – Hajdúböszörmény díszpolgára